# Chamaloc
Chamaloc ist eine französische Gemeinde im Département Drôme in der Region Auvergne-Rhône-Alpes (vor 2016 Rhône-Alpes). Sie gehört zum Kanton Le Diois und zum Arrondissement Die.

## Geographie
Die vormalige Route nationale 518 tangiert Chamaloc. 
Die Gemeinde grenzt im Nordwesten an Vassieux-en-Vercors, im Nordosten an Saint-Agnan-en-Vercors, im Osten an Romeyer, im Süden an Die und im Westen an Marignac-en-Diois.

## Weblinks

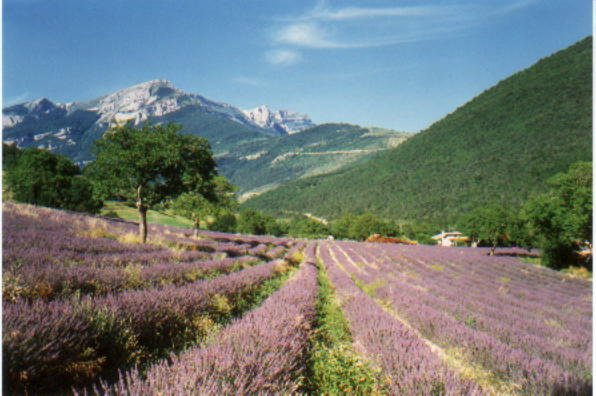
Lavendelfelder auf dem Gemeindegebiet von Chamaloc; im Hintergrund der Col de Rousset

## Bevölkerungsentwicklung
| Jahr                       | 1962 | 1968 | 1975 | 1982 | 1990 | 1999 | 2008 | 2015 |
| -------------------------- | ---- | ---- | ---- | ---- | ---- | ---- | ---- | ---- |
| Einwohner                  | 89   | 75   | 52   | 85   | 93   | 101  | 115  | 129  |
| Quellen: Cassini und INSEE |      |      |      |      |      |      |      |      |